# Стара опера
50°06′57″ пн. ш. 8°40′19″ сх. д. / 50.115833333333° пн. ш. 8.6719444444444° сх. д.
Стара опера (нім. Alte Oper) — колишній оперний театр, нині — концертний зал та конгрес-центр у Франкфурті-на-Майні. 
Зараз Франкфуртська опера грає у Франкфуртському оперному театрі, завершеному в 1951 році.

## Історія
Будівлю спроектовано берлінським архітектором Ріхардом Луке. 
Спонсорами проекту виступили 67 заможних городян, які заснували асоціацію сприяння будівництву театру. 
До 1870 вони зібрали пожертвування на суму 480 000 гульден (близько 750 000 марок) 

. 
Будівництво розпочалося 1873 року.
Відкриття театру відбулось 20 жовтня 1880 року. 
Першою постановкою стала опера Моцарта "Дон Жуан". 
Одним із гостей був німецький кайзер Вільгельм I, який після огляду будівлі сказав «Такого я не міг би дозволити собі в Берліні» (нім. Das könnte ich mir in Berlin nicht erlauben) 
.
Стара опера стала одним із головних оперних залів Німеччини. 
На її сцені відбулося багато світових прем'єр, напр. в 1937 році була вперше представлена сценічна кантата Carmina Burana німецького композитора Карла Орфа
.
У 1944 році під час Другої світової війни будівля була повністю зруйнована бомбардуваннями. 
Вже в 1953 році небайдужі жителі міста розпочали кампанію та збір коштів на запобігання зносу та подальшої руйнації «найкрасивіших руїн Німеччини» 

. 
У 1964-79 рр. на відновлення опери зібрали пожертвування у розмірі близько 15 мільйонів марок.
Відновлена Стара опера знову відкрилася 28 серпня 1981, була виконана Симфонія № 8 Густава Малера.